# Do What You Do (canción)
«Do What You Do» es un sencillo del grupo estadounidense Mudvayne. Forma parte del material discográfico The New Game, lanzado el 18 de noviembre de 2008.
La canción ocupó la casilla número 2 en el Hot Mainstream Rock Tracks y 13 en Modern Rock Tracks, ambas de Billboard 200.

## Posicionamiento
| Lista                          | Posición |
| ------------------------------ | -------- |
| Hot Mainstream Rock Tracks     | 7        |
| Hot Modern Rock Tracks         | 13       |
| Bubbling Under Hot 100 Singles | 21       |